# 金属エキソペプチダーゼ
金属エキソペプチダーゼ（きんぞくエキソペプチダーゼ、英語: Metalloexopeptidase）は、金属プロテアーゼ及びエキソペプチダーゼとして働く種類の酵素である。
金属エキソペプチダーゼおよびカルボキシペプチダーゼとして働く酵素は、金属カルボキシペプチダーゼ（きんぞくカルボキシペプチダーゼ、英語: metallocarboxypeptidase）と呼ばれることもある。
EC番号は、EC 3.4.17である。